# Blah Blah Blah (canción)
«Blah Blah Blah» es un sencillo de la cantautora estadounidense de pop Kesha junto con el dúo americano 3OH!3, perteneciente como tercer sencillo del álbum debut de Kesha Animal de 2010. Fue lanzado como sencillo el 19 de febrero de 2010 en sus dos formatos, por el sello discográfico RCA Records.
Las críticas de la canción han sido generalmente mixtas a lo positivo con críticos elogiando la canción por su entrega efectiva de la letra. Aunque la canción ha sido bien recibida, una queja común entre los críticos fue la aparición de 3OH!3 diciendo que era un up&down[cita requerida]. El sencillo recibió éxito comercial llegando al top#5 en Australia y Canadá, mientras que se mantenía en el top#10 en Estados Unidos y Nueva Zelanda. Ha vendido más de 2 millones de copias en Estados Unidos, así como también ha sido certificada dos veces platino en Canadá. Kesha y 3OH!3 presentaron la canción en la novena temporada de American Idol.

## Escritura e inspiración
«Blah Blah Blah» fue escrita por Kesha junto a Neon Hitch, Sean Foreman y Benny Blanco, quien también produjo la canción. Kesha dijo que la canción se originó debido a una discusión que tenían en el estudio de la relación entre hombre-mujer, a lo que Kesha luego explicó: «la canción surgió cuando las personas que la escribieron - yo, Benny Blanco, Neon Hitch, y Sean Foreman - todos estábamos en una habitación, y estaban hablando sobre que las chicas hablan mucho,» [...] «Y Neon y yo dijimos, 'no, no, no, los chicos hablan mucho,» [...] «Entonces, tuvimos ésta guerra de quién era más odioso, sí las chicas o los chicos. Y la canción salió de esa conversación. Creo que hice una observación muy justa en el vídeo y en la canción, que los chicos son mucho más molestos.»

## Música
«Blah Blah Blah» es una canción con géneros dance-pop y electropop. La canción combina un auto-tune con máquinas de ritmo y con R&B. De acuerdo con las partituras publicadas en Musicnotes.com por Alfred Publishing, el sencillo tiene un tiempo compuesto con un ritmo moderado de 120 beats por minuto. Fue escrita en el tono Re menor.
Líricamente, «Blah Blah Blah» trata sobre cómo los hombres objetivan a las mujeres en hablar sobre ellos de la forma en que lo hacen en la industria musical. Fraser McAlpine de BBC señaló que era un progreso cultura que una mujer pueda ahora «cantar una canción [...] sucia [...] cómo sus compañeros musicales.»

## Críticas
«Blah Blah Blah» recibió críticas mixtas de varios críticos musicales. Fraser McAlpine de BBC estuvo impresionado con la canción, afirmando que «es una señal de progreso cultural que una chica de pop moderno pueda cantar una canción que es exactamente tan sucia como el tipo de canción que los compañeros masculinos se arriesgan.» También comparó la voz de Kesha a la de Eminem. Jim Farber de New York Daily News dijo que la canción «podría convertirse en el himno 'me da lo mismo' de la temporada.» La canción fue bien recibida por Bill Lamb de About.com, comentando sobre la letra, él dijo «vamos a ir al grano, Kesha dice, cállate, tengamos sexo. Esa es la esencia completa de 'Blah Blah Blah', y casi nadie podría dotarla con mayor eficacia y de forma más pegadiza. En un más de sintetizadores y máquinas de batería y éste es el segundo mejor éxito de Kesha.» Lamb, sin embargo, comentó la aparición de 3OH!3 diciendo que era superflua. Fue descrita por Winnipeg Free Press cómo «pop-hop con ritmos pogos». Daniel Brockman de The Phoenix pensó que Kesha «se entonó en un lujurioso y despreocupado tono» en la canción.
Ann Powers de Los Angeles Times dijo que «Blah Blah Blah» era uno de esos «momentos en que Animal está tan cerca de lo experimental como el álbum de Animal Collective, pero en lugar de un artista melancólico como Brian Wilson, amado en el centro de la canción, hay una chica, moviendo sus ojos y mordiendo su chicle.»
Melanie Bertoldi, de la revista Billboard, también opinó que el verso por 3OH!3 era «severamente lento en su dinámica y no llegaba a la maliciosa y agresiva entrega de Kesha», pero elogió a la canción por su «bailabilidad». Andrew Burgess de MusicOMH dijo que mientras «3OH!3 hace un lamentable intento de hacer valer el caso de igualdad masculina [en la canción], Kesha sale contagiosamente dominante, es difícil de tomar a 3OH!3 en serio». Mayer Nissim de Digital Spy le dio a la canción dos de cinco estrellas, diciendo que no era tan pegadiza como su debut, al tener las letras por ser «gruesa» y agregando que no pudo cumplir con muchas líneas, calificándola como «una imitación escandalosa».

## Posiciones
Sin ser anunciado como sencillo, «Blah Blah Blah» debutó en la listas irlandesas y canadienses del Billboard Hot 100 en el puesto veintiséis, siete, y tres,  respectivamente debido a la fuerte venta digital seguido del lanzamiento del álbum en enero de 2010. Esto marcó el segundo éxito en Irlanda, y el segundo top 10 en Estados Unidos y Canadá. En Estados Unidos el sencillo también debutó en Hot Digital Songs en el número dos, vendiendo un total de 206,000 descargas y desde allí ha vendido más de dos millones de copias sólo en Estados Unidos en abril de 2010. En marzo de 2010 el sencillo fue certificado doble platino por CRIA (Canadian Recording Industry Association) por las ventas de 80,000 unidades.
En Australia, la canción se enlistó en el número siete, dónde fue el debut más alto de la fecha en 18 de enero de 2010 La canción más tarde llegó al número tres y desde allí ha sido certificado platino por ARIA (Australian Recording Industry Association). La canción debutó y llegó al número siete en Nueva Zelanda. En mayo de 2010 el sencillo fue certificado Oro por RIANZ (Recording Industry Association of New Zealand) por ventas de 7,500 unidades. «Blah Blah Blah» hizo su debut en la lista UK Singles en el número once en la fecha de 7 de febrero de 2010 con ventas de 27,161.

## Vídeo musical

### Historia y recepción
El vídeo musical para la canción fue dirigido por Brendan Malloy y fue grabado en Los Ángeles en enero de 2010. Fue premiado el 23 de febrero de 2010, en Vevo. Ambos miembros de 3OH!3 hicieron una aparición en el vídeo. Kesha le dijo a MTV que el vídeo primeramente trata sobre hombres, describiéndolos como «malos».
Melanie Bertoldi de Billboard dijo que el vídeo era «completamente entretenido». Bill Lamb de About.com notó que el vídeo «podría ser su momento un Poker Face que identifica a Kesha seriamente con el pop creativo a tener en cuenta». Lamb comentó en la aparición de 3OH!3 diciendo, «tienen una aparición en el vídeo, pero todo en realidad es Kesha, hay poca duda de que tiene el poder de una estrella seria».

### Sinopsis
En la primera escena, afuera de un club, Kesha se encuentra con el comediante Bret Ernst, quien intenta seducirla. Él trata de convencer a Kesha que harían una buena pareja, mientras Kesha le manda mensajes a alguien, describiendo al hombre cómo "un gran tarado." En la siguiente escena aparece Kesha en un bar jugando al pool cerca de un hombre, donde ella lo tapa con cinta adhesiva, luego le baja los pantalones, después de describirlo en un mensaje de texto. En un salón de juegos, Kesha empuja al hombre, quien está haciendo una conversación con ella. Los intentos del tercer pretendiente de Kesha le hace una serenata con una guitarra, que Kesha le contesta poniendo papel en su boca. En el final, un hombre trata de hablar con Kesha en un boliche. Ella pierde interés cuando su tupé cae en su cabeza. Empuja el cabello con su boca. El vídeo termina con Kesha y 3OH!3 cantando y bailando juntos en un boliche.

## Sam y cat[1]en vivo
La primera interpretación televisiva de la canción fue en una parte de MTV Push, un programa emitido mundialmente en MTV Networks, donde interpretó la canción junto a sus otros temas «Tik Tok» y «Dinosaur». También fue presentada el 18 de enero de 2010, en MuchOnDemand, un programa de música canadiense en MuchMusic. Kesha presentó una versión censurada de la canción en la novena temporada de American Idol con 3OH!3 el 17 de marzo de 2010.
En Reino Unido; Kesha hizo dos apariciones para cantar la canción. La primera fue el 18 de febrero de 2010, en Alan Carr:Chatty Man. Fue seguido por una presentación en el show GMTV, el 19 de febrero. También presentó la canción en la Radio Big Weekend, cómo también en Willkommen Bei Mario Barth en Alemania y So You Think You Can Dance en Australia.

## Listado de canciones
| - CD single 1. «Blah Blah Blah» - 2:52 - Digital download 1. «Blah Blah Blah» - 2:52 2. «Tik Tok» (Joe Bermúdez Club Mix) - 5:09 | - UK iTunes Digital download - EP 1. «Blah Blah Blah» - 2:52 2. «Tik Tok» (Joe Bermúdez Club Mix) - 5:09 3. «Tik Tok» (Trey Told 'Em Remix) - 4:14 |

## Créditos y personal
- Composición -  Kesha Sebert, Benny Blanco, Neon Hitch, Sean Foreman
- Producción - Benny Blanco
- Instrumentos y programación - Benny Blanco
- Grabación - Benny Blanco
- Ingeniería - Benny Blanco

## Posicionamiento
| Listas (2010)                    | Posición máxima |
| -------------------------------- | --------------- |
| Australia ARIA Singles Chart     | 3               |
| Brasil Hot 100                   | 17              |
| Canadian Hot 100                 | 3               |
| Chile Top 100                    | 33              |
| Irish Singles Chart              | 18              |
| UK Singles Chart                 | 11              |
| Estados Unidos Billboard Hot 100 | 7               |

### Certificaciones
| Región        | Certificaciones |
| ------------- | --------------- |
| Australia     | Platino         |
| Canadá        | 2× Platino      |
| Nueva Zelanda | Oro             |